# 神戸村 (奈良県)
神戸村（かんべむら）は奈良県北東部、宇陀郡に属していた村。現在の宇陀市大宇陀の一部。

## 歴史
- 1889年（明治22年）4月1日 - 町村制の施行により、宇陀郡 宮奥村, 下宮奥村, 関戸村, 大東村, 黒木村, 本郷村, 中庄村, 西山村, 迫間村, 拾生村, 春日村, 小附村, 岩室村, 芝生村, 嬉河原村, 半阪村, 馬取柿村, 麻生田村, 内原村, 口今井村, 下竹村, 野依村, 平尾村, 五津村が合併し神戸村が成立。
- 1942年（昭和17年）2月11日 - 宇陀郡松山町、政始村、吉野郡上龍門村と合併し大宇陀町が発足。同日神戸村消滅。